# HMS Kingfisher (1675)
HMS Kingfisher — английский 46-пушечный линейный корабль четвёртого ранга. Построен Финеасом Петтом 3-м на королевской верфи в Вулвиче и спущен в 1675 году. Корабль был специально спроектирован как судно-ловушка для борьбы с алжирскими пиратами. Внешне он выглядел как относительно безобидное торговое судно: его вооружение было замаскировано до той поры, пока не настало время открыть огонь.

## Служба
В 1679 году корабль принял коммандер Морган Кемпторн (англ. Morgan Kempthorne), 21-летний сын Джона Кемпторна, после чего HMS Kingfisher присоединился к конвою, шедшему в Средиземное море.
22 мая 1681 года, вскоре после выхода из Неаполя, Kingfisher встретил 7 алжирских пиратских кораблей и саэту. Пираты решили запутать англичан, подняв сначала французские флаги, затем - голландские и чуть позднее некоторые из них — алжирские. На мачте одного взвились английский и алжирский флаги. В последовавшей жестокой схватке англичане сумели рассеять пиратов, однако Кемпторн погиб. В бою, длившемся 12 часов, помимо капитана были убиты 8 человек и 38 человек были ранены. Корабль ушёл на ремонт в Ливорно, где и похоронили капитана Кемпторна.
3 месяца спустя командование кораблём принял Фрэнсис Уилер (англ. Francis Wheler), ранее командовавший HMS Nonsuch (36). Лейтенант Ральф Ренн (англ. Ralph Wrenn) с HMS Kingfisher принял командование над прежним кораблём Уилера. В октябре HMS Kingfisher захватил большой пиратский корабль из Сале, однако тот затонул вскоре после взятия.
В 1685 году, во время восстание графа Аргайла, Kingfisher обстрелял замок Кэррик (англ. Carrick Castle), сильно повредив его.

## Дальнейшая судьба
В 1699 году Kingfisher был перестроен в Вулвиче в линейный корабль 4 ранга с 46-54 пушками. В 1706 году превращён в блокшив. Разобран в 1728 году.